# Homer Martínez
Homer Enrique Martínez Yépes, noto semplicemente come Homer Martínez (Malambo, 6 ottobre 1997), è un calciatore colombiano, centrocampista dell'Independiente Medellín.

## Carriera

### Club
Cresciuto nel settore giovanile dell'Atlético Junior, dopo alcune stagioni disputate con il Barranquilla, club filiale in seconda divisione, nel marzo 2019 debutta in prima squadra in occasione dell'incontro di Categoría Primera A vinto 1-0 contro l'Once Caldas. Sceso nuovamente al Barranquilla nella seconda metà di stagione, il 13 gennaio 2020 viene acquistato a titolo definitivo dall'Atlético Bucaramanga.
Con il club giallo-verde gioca 20 incontri in massima divisione, tutti da titolare, al termine dell'anno viene riacquistato dal suo ex club, il Junior.

### Nazionale
Debutta con la nazionale colombiana il 16 gennaio 2022 in occasione dell'amichevole vinta 2-1 contro l'Honduras.

## Statistiche
Statistiche aggiornate al 10 gennaio 2022.

### Presenze e reti nei club
| Stagione        | Squadra              | Campionato      | Campionato | Campionato | Coppe nazionali | Coppe nazionali | Coppe nazionali | Coppe continentali | Coppe continentali | Coppe continentali | Altre coppe | Altre coppe | Altre coppe | Totale | Totale | Totale |
| Stagione        | Squadra              | Comp            | Pres       | Reti       | Comp            | Pres            | Reti            | Comp               | Pres               | Reti               | Comp        | Pres        | Reti        | Pres   | Reti   |        |
| --------------- | -------------------- | --------------- | ---------- | ---------- | --------------- | --------------- | --------------- | ------------------ | ------------------ | ------------------ | ----------- | ----------- | ----------- | ------ | ------ | ------ |
| 2017            | Barranquilla         | B               | 32         | 3          | CC              | 5               | 1               |                    | -                  | -                  |             | -           | -           | 37     | 4      |        |
| 2018            | Barranquilla         | B               | 22         | 2          | CC              | 5               | 0               |                    | -                  | -                  |             | -           | -           | 27     | 2      |        |
| 2019            | Atlético Junior      | A               | 7          | 0          | CC              | 0               | 0               | CL                 | 0                  | 0                  |             | -           | -           | 7      | 0      |        |
| 2019            | Barranquilla         | B               | 10         | 0          | CC              | 0               | 0               |                    | -                  | -                  |             | -           | -           | 10     | 0      |        |
| 2020            | Atlético Bucaramanga | A               | 20         | 0          | CC              | 1               | 0               |                    | -                  | -                  |             | -           | -           | 21     | 0      |        |
| 2021            | Atlético Junior      | A               | 26         | 1          | CC              | 1               | 0               | CL+CS              | 2+6                | 0                  |             | -           | -           | 34     | 1      |        |
| Totale carriera | Totale carriera      | Totale carriera | 117        | 6          |                 | 12              | 1               |                    | 8                  | 0                  |             | -           | -           | 137    | 7      |        |

### Cronologia presenze e reti in nazionale
| Cronologia completa delle presenze e delle reti in nazionale ― Colombia | Cronologia completa delle presenze e delle reti in nazionale ― Colombia | Cronologia completa delle presenze e delle reti in nazionale ― Colombia | Cronologia completa delle presenze e delle reti in nazionale ― Colombia | Cronologia completa delle presenze e delle reti in nazionale ― Colombia | Cronologia completa delle presenze e delle reti in nazionale ― Colombia | Cronologia completa delle presenze e delle reti in nazionale ― Colombia | Cronologia completa delle presenze e delle reti in nazionale ― Colombia |
| Data                                                                    | Città                                                                   | In casa                                                                 | Risultato                                                               | Ospiti                                                                  | Competizione                                                            | Reti                                                                    | Note                                                                    |
| ----------------------------------------------------------------------- | ----------------------------------------------------------------------- | ----------------------------------------------------------------------- | ----------------------------------------------------------------------- | ----------------------------------------------------------------------- | ----------------------------------------------------------------------- | ----------------------------------------------------------------------- | ----------------------------------------------------------------------- |
| 16-1-2022                                                               | Fort Lauderdale                                                         | Colombia                                                                | 2 – 1                                                                   | Honduras                                                                | Amichevole                                                              | -                                                                       |                                                                         |
| Totale                                                                  |                                                                         | Presenze                                                                | 1                                                                       |                                                                         | Reti                                                                    | 0                                                                       |                                                                         |